# Ġayn
La ġayn (en àrab غين ['ɣajn] (ḡayn)) és la dinovena lletra de l'alfabet àrab (vint-i-setena o vint-i-vuitena, amb un valor numèric de 1000, en l'ordre abjadí). És una lletra lunar.

## Història
Prové, per via dels alfabets nabateu i arameu, de la ʿayin fenícia.

## Ús
Representa el so consonàntic velar fricatiu /ɣ/.

## Escriptura
| Aïllada | Final | Medial | Inicial |
| غ       | ـغ    | ـغـ    | غـ      |

La ġayn es lliga a la següent lletra de la paraula. També ho fa amb la precedent, sempre que aquesta no sigui àlif, dāl, ḏāl, rā, zāy o wāw, que mai no es lliguen a la lletra posterior.

## Representació, transcripció i transliteració
A la Viquipèdia existeix una proposta de directriu, vegeu-la per a les diferents maneres de transcriure i transliterar ġayn. Al SATTS, ġayn es transcriu com a G, GH o Ġ. En l'alfabet de xat àrab, s'usa GH o 3'. A la representació Unicode, ġayn ocupa el punt U+063A amb el nom ARABIC LETTER GHAIN. A la codificació ISO 8859-6, el punt 0xda.
Com a entitat HTML, es codifica com a &#1594;

## Variants
Tot i formar part de l'alfabet àrab bàsic, es pot considerar una variant de la ʿayn, per ser una de les sis lletres que es van afegir a part de les vint-i-dues heretades de l'alfabet fenici. En l'alfabet jawi existeix un símbol com la ġayn amb tres punts a sobre, ڠ, per a representar la nasal velar /ŋ/.
En xiao'erjing el mateix símbol, usat només en manlleus de l'àrab, pot representar diferents sons segons la llengua que transcrigui.